# Eupithecia oculata
Eupithecia oculata är en fjärilsart som beskrevs av Fletcher 1956. Eupithecia oculata ingår i släktet Eupithecia och familjen mätare. Inga underarter finns listade i Catalogue of Life.